# Eupithecia burselongata
Eupithecia burmata es una especie de polilla de la familia Geometridae. La especie fue descrita por primera vez por Mironov y Galsworthy habiendo sido descrita en 2004, con distribución en China, especialmente la provincia de Yunnan, a unos 4500 metros (14 763,8 pies) de altitud. Es una polilla color ante con una envergadura de unos 18 a 22 milímetros (0,7 a 0,9 plg). 